# Buigny-l'Abbé

Buigny-l'Abbé este o comună în departamentul Somme, Franța. În 1 ianuarie 2022 avea o populație de 337 de locuitori.